# Nationaal Park Skolivski Beskydy
Het  Nationaal Park Skolivski Beskydy (Oekraïens: Національний природний парк «Сколівські Бескиди») is gelegen in de oblast Lviv en maakt deel uit van het Karpatengebergte. Skolivski Beskydy is op 11 februari 1999 uitgeroepen tot nationaal park en dankt zijn naam aan de nabijgelegen plaats Skole. Het hoogste punt in het park wordt gevormd door de bergtop Parasjka (1.268 m).

## Klimaat
Het klimaat is relatief mild. De gemiddelde temperatuur in januari is 5 °C en in juli 19 °C. De jaarlijkse hoeveelheid neerslag is tussen de 800 en 1.100 mm.

## Flora en fauna
In het gebied kan men nog altijd oude beuken- en fijnspar-zilversparrenbossen aantreffen. Veel bomen hebben een leeftijd van 100 jaar of ouder. Er zijn in het gebied 632 vaatplanten vastgesteld, waarvan er 40 op de Rode Lijst van Oekraïne staan. Dit zijn bijvoorbeeld het wit bosvogeltje (Cephalanthera longifolia), rood bosvogeltje (Cephalanthera rubra), welriekende nachtorchis (Platanthera bifolia) en dennenorchis (Goodyera repens). Qua fauna is het gebied ook divers. Er komen zoogdieren voor als bruine beer (Ursus arctos), Euraziatische lynx (Lynx lynx), Bechsteins vleermuis (Myotis bechsteinii), wolf (Canis lupus) en Europese wilde kat (Felis sylvestris). In het N.P. Skolivski Beskydy kan men vogels aantreffen als het hazelhoen (Tetrastes bonasia), drieteenspecht (Picoides tridactylus), waterpieper (Anthus spinoletta) en de zeldzame steenarend (Aquila chrysaetos). Onder de amfibieën bevindt zich onder andere de Karpatensalamander (Lissotriton montandoni).
De wisent (Bison bonasus) is in 1974 in het gebied geherintroduceerd, maar is erg zeldzaam geworden met nog slechts zeven exemplaren in 2010.

## Toerisme
Binnen het N.P. Skolivski Beskydy bevindt zich het stedelijk fort «Toestan». Het fort werd in 1997 tot een historisch en cultureel reservaat benoemd, om archaeologische vondsten uit het kasteel te beschermen en tentoon te stellen.

## Afbeeldingen

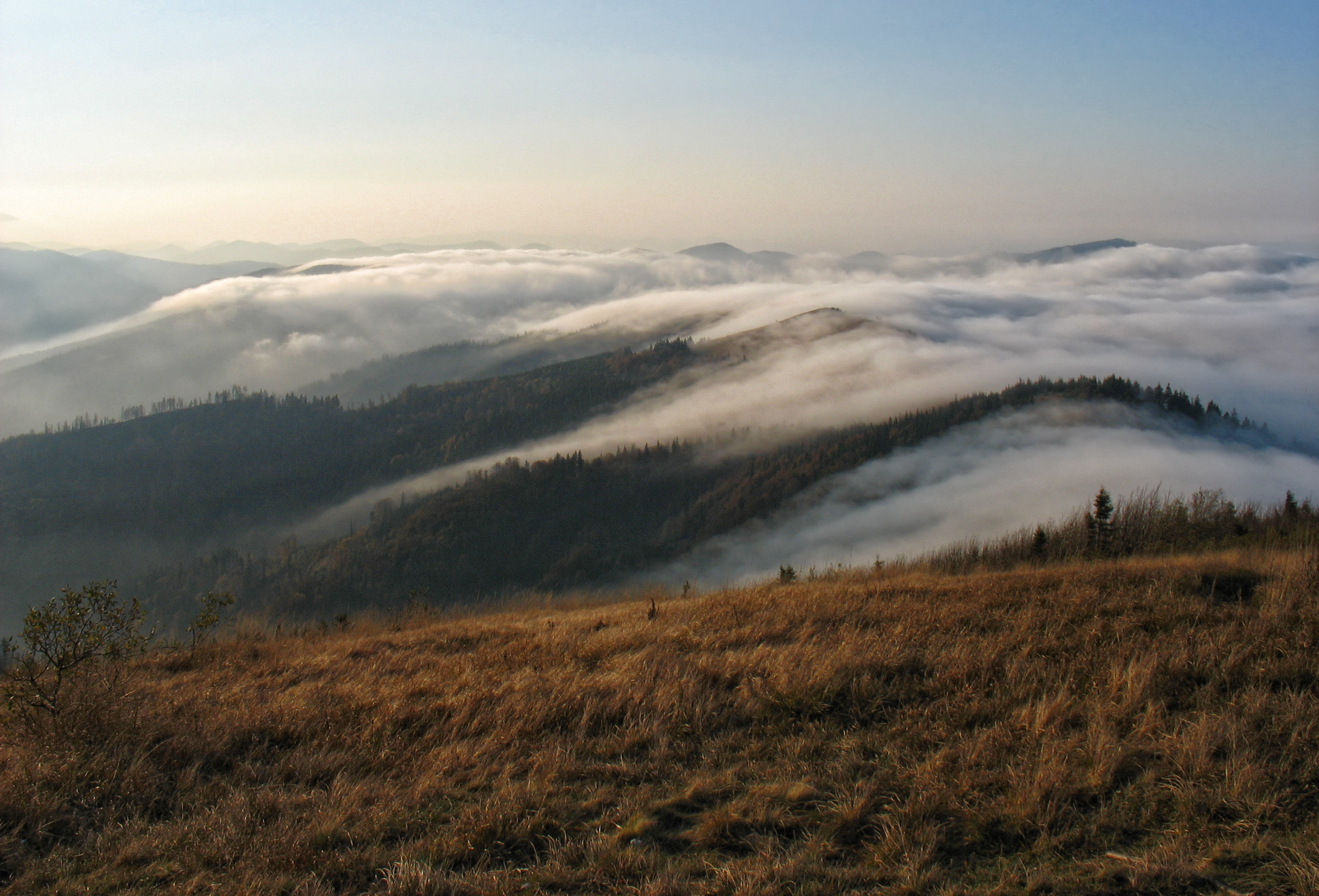
Beboste hellingen en heuvels met graslanden en alpenweiden sieren het N.P. Skolivski Beskydy.
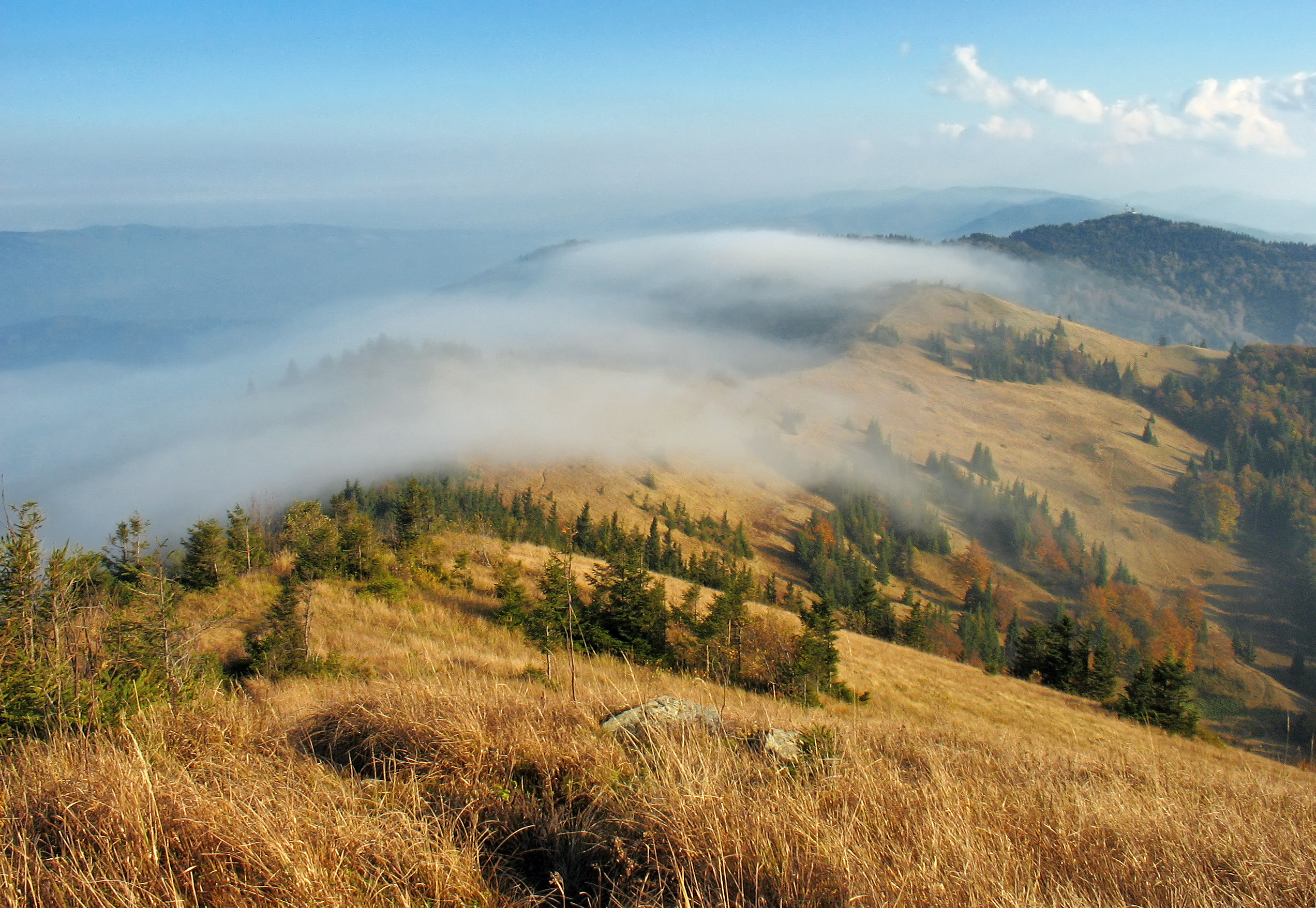
Helling van de berg «Parasjka»
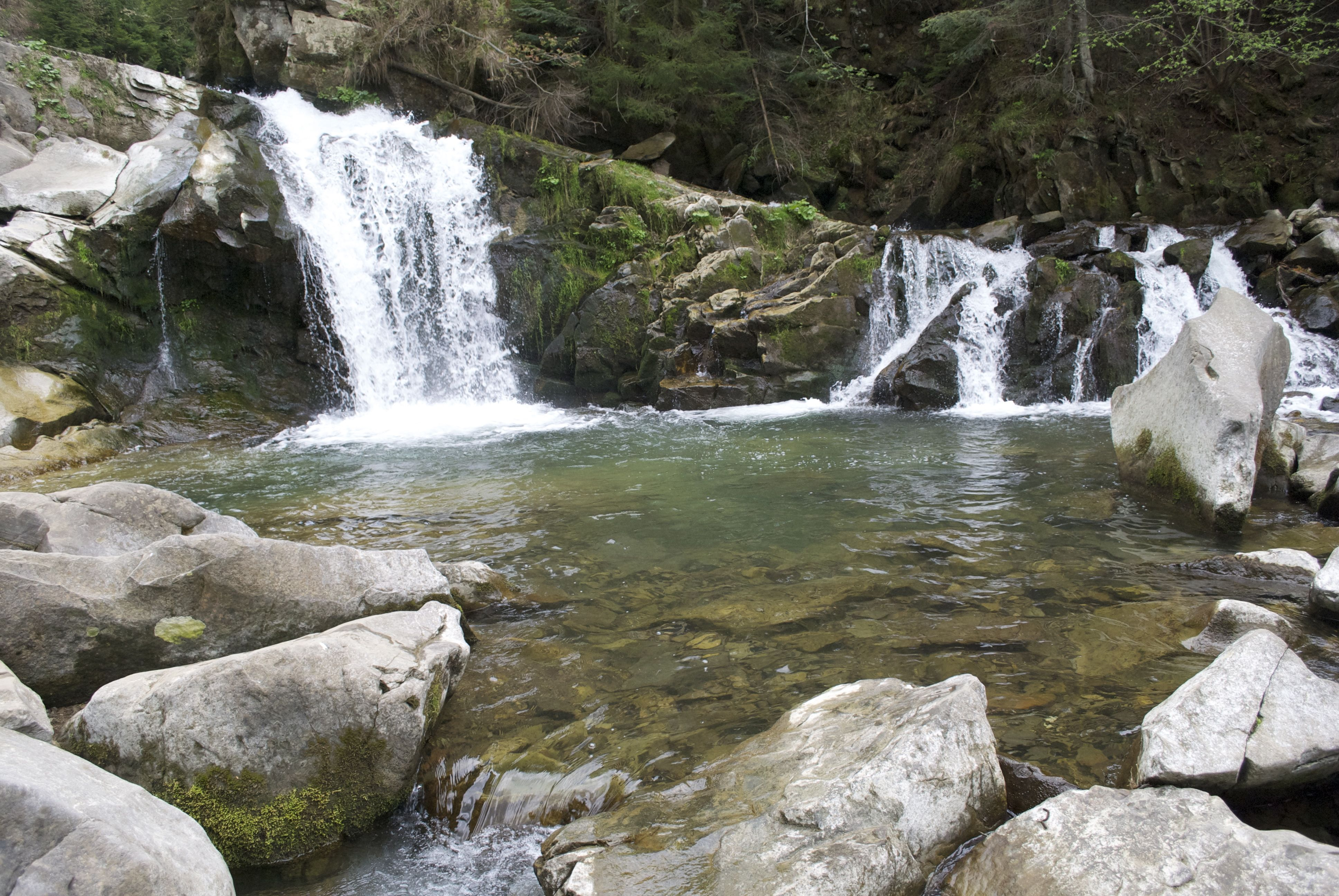
De waterval «Kamjanetsky».
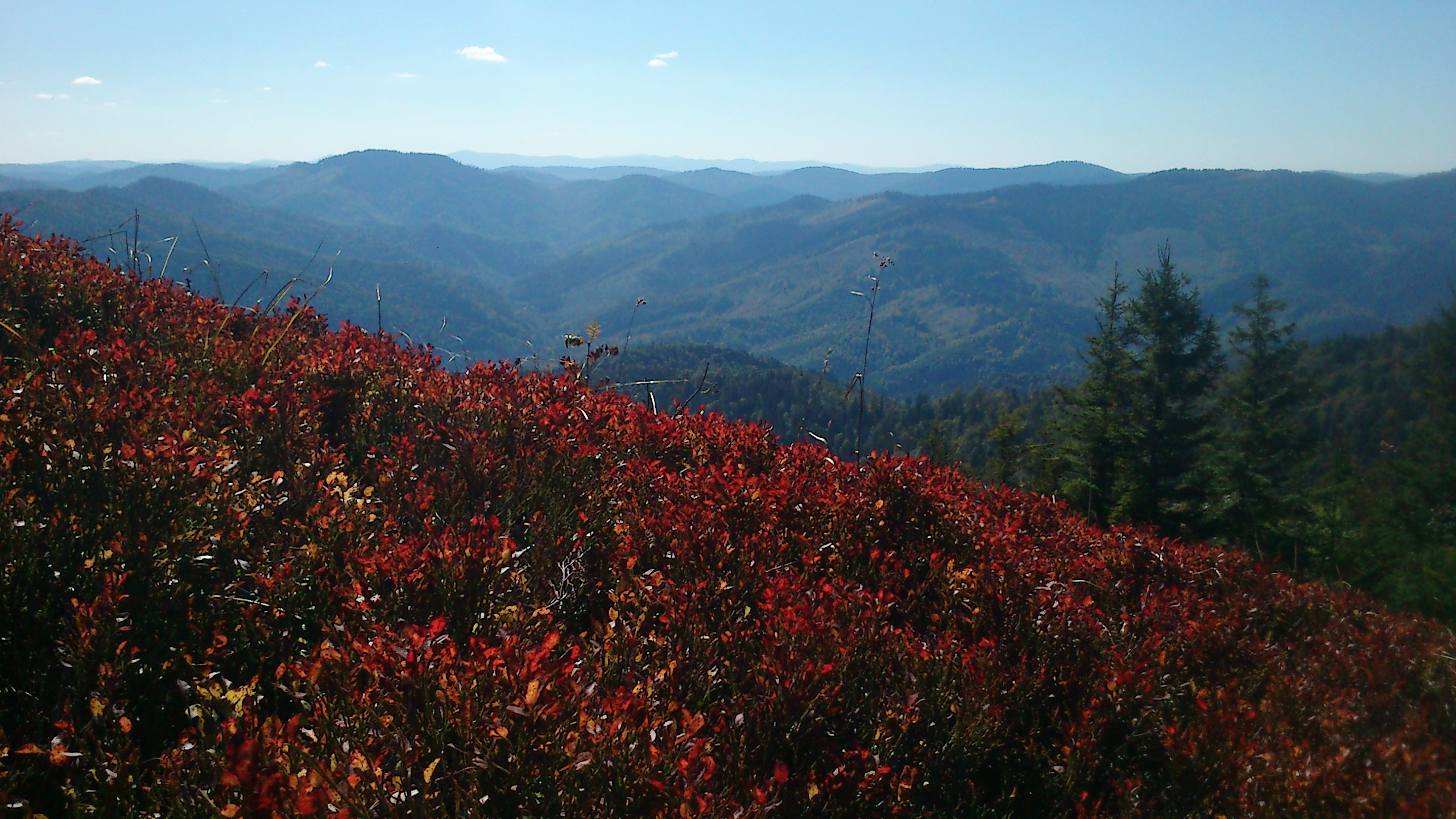
Berghelling met Vaccinium-begroeiing.

...
Boezky Hard · 
Chotynsky · 
Desnjansko-Starohoetsky · 
Homilsjanski Lisy · 
Karmeljoek-Podolië · 
Karpaten · 
Noord-Podolië · 
Oezjansky · 
Podilski Tovtry · 
Synevyr · 
Skolivski Beskydy · 
Toezlovski Lymany · 
Tsoemanska Poesjtsja · 
Zalissja
...